# Bruce Greenwood
Bruce Greenwood (Rouyn-Noranda, Quebec, 12 de agosto de 1956) es un actor canadiense. Desde 1985 está casado con la actriz Susan Devlin, también canadiense, y juntos tienen una hija. Interpretó al presidente de los Estados Unidos en tres películas: National Treasure: Book of Secrets, Trece días (John F. Kennedy, en esta última) y Kingsman: The Golden Circle. También trabajó en películas como Déjà Vu, Capote (donde interpretó a la pareja del escritor Truman Capote), Yo, robot, Swept Away, Rules of Engagement, Ararat y Star Trek.
En televisión protagonizó Nowhere Man (1995), y ha participado en otras series de Canadá y Estados Unidos.[cita requerida]

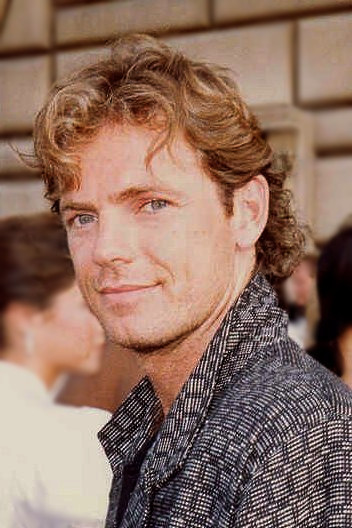
Bruce Greenwood en la ceremonia de entrega de los premios Emmy de 1987.

## Filmografía (títulos en inglés)

### Cine
- First Blood (1982)
- The Hitchhiker (TV Series) (1983)
- Wild Orchid (1990)
- Passenger 57 (1992)
- The Companion (1994)
- Exotica (1994)
- Fathers' Day (1997)
- The Sweet Hereafter (1997)
- Thick as Thieves (1998)
- Disturbing Behavior (1998)
- Doble Traición (1999)
- Aquí en la Tierra (2000)
- Cord (2000)
- Rules of Engagement (2000)
- Trece días (2000)
- Ararat (2002)
- Swept Away (película) (2002)
- Below (2002)
- The Core (2003)
- Hollywood Homicide (2003)
- I, Robot (2004)
- The Republic of Love (2004)
- Being Julia (2004)
- Racing Stripes (2005)
- Mee-Shee: The Water Giant (2005)
- The World's Fastest Indian (2005)
- Capote (2005)
- Eight Below (2006)
- Déjà Vu  (2006)
- Firehouse Dog (2007)
- I'm Not There (2007)
- National Treasure: Book of Secrets (2007)
- Cyborg Soldier (2008)
- Cell 213 (2008)
- Star Trek (2009)
- El ultimo bailarin de Mao (2009)
- S.M.A.S.H. (2009 )
- Batman: Under The Red Hood (2010)
- Super 8 (2011)
- Cristiada (2011) como el embajador Dwith Morrow
- The Place Beyond The Pines (2012)
- El vuelo (2012)
- Star Trek: En la oscuridad (2013)
- The Captive (2014)
- Endless Love (2014)
- Fathers and Daughters (2015)
- Gerald's Game (2017); producida por Netflix, basada en la novela homónima de Stephen King.
- Spectral (2016); producida por Netflix
- The Post (2017)
- Doctor Sueño (2019)
- The Fabulous Four (2024)

### Televisión
- Nowhere Man (1995); serie de televisión, 25 episodios
- The Soul Collector (1999); película de televisión
- Meltdown (2004); película de televisión
- Saving Milly (2005); película de televisión
- A Dog Named Christmas (2009); película de televisión
- The River (2012); serie de televisión, 8 episodios
- The Resident (2018–2023); serie, 107 episodios
- La caída de la casa Usher (miniserie) (2023); serie, 8 episodios